# A Shock to the System
A Shock to the System is een Amerikaanse film uit 1990 geïnspireerd op het gelijknamige roman van Simon Brett. Het werd geregisseerd door Jan Egleson en de hoofdrollen in de film werden vertolkt door Michael Caine, Elizabeth McGovern en Swoosie Kurtz.

## Plot
De hoofdpersoon (Michael Caine) werkt bij een reclamebureau in New York en heeft daar een hoge positie. Het leven zag er voor hem heel rooskleurig uit totdat de door hem langverwachte promotie toch niet doorgaat. Gedeprimeerd loopt hij na z'n werk het station van de ondergrondse in. Wanneer er een metro aankomt rijden duwt hij per ongeluk een bedelaar van het perron. De bedelaar komt om onder de metro en zo proeft hij het overweldigende gevoel van macht waarmee hij over leven en dood kan beschikken. In een roes van macht besluit hij om zich een weg naar de top te banen.

## Rolverdeling
| Acteur             | Personage        |
| ------------------ | ---------------- |
| Michael Caine      | Graham Marshall  |
| Elizabeth McGovern | Stella Henderson |
| Peter Riegert      | Bob Benham       |
| Swoosie Kurtz      | Leslie Marshall  |
| Will Patton        | Laker            |
| John McMartin      | George Brewster  |
| Jenny Wright       | Melanie O'Conner |
| Philip Moon        | Henry Park       |
| Barbara Baxley     | Lillian          |
| John Finn          |                  |
| Zach Grenier       |                  |
| Haviland Morris    | Tara Liston      |
| Samuel L. Jackson  | Ulysses          |